# Леопольдсдорф (округ Вена)
Леопольдсдорф (округ Вена) (нем. Leopoldsdorf (Bezirk Wien-Umgebung)) — ярмарочная коммуна (нем. Marktgemeinde) в Австрии, в федеральной земле Нижняя Австрия.
Входит в состав округа Вена. Население составляет 4039 человек (на 31 декабря 2005 года). Занимает площадь 6,94 км². Официальный код — 32410.

## Политическая ситуация
Бургомистр коммуны — Хельмут Шислер (СДПА) по результатам выборов 2007 года.
Совет представителей коммуны (нем. Gemeinderat) состоит из 23 мест.
- СДПА занимает 11 мест.
- АНП занимает 8 мест.
- Партия Dr.Abou занимает 2 места.
- Зелёные занимают 1 место.
- местный список: 1 место.